# Vágner Bacharel
Vágner de Araújo Antunes (Rio de Janeiro, 11 de dezembro de 1954 — Curitiba, 20 de abril de 1990), mais conhecido como Vágner Bacharel, foi um futebolista brasileiro que atuou como zagueiro.
Elogiado pela qualidade de seu futebol e pela raça em campo, o apelido surgiu por chamar a todos de bacharel. Outra versão para o apelido é que Vágner se expressava bem quando precisava falar com a imprensa.
Teve passagens com destaque em importantes equipes do futebol do país, como Palmeiras, Botafogo, Guarani FC e Paraná Clube.

## Carreira
Nascido e criado em Madureira, começou a jogar futebol na escolinha do Botafogo onde, atuando como meia, chegou ao juvenil. Em 1974, se transferiu para o Madureira, onde se sagrou campeão da categoria e se profissionalizou.
Foi a Revelação do Campeonato Carioca de 1975 e convocado para Seleção Brasileira de Novos, onde foi cortado.
Em 1976, defendeu o Volta Redonda.
Pelo Joinville, ganhou os Campeonatos Catarinenses de 1978, 1979 e 1980. Em 79, foi vice-artilheiro do clube, com 10 gols. Ainda em 1980, passou 8 meses no SC Internacional.
Em 1981, atuou pelo Cruzeiro, onde marcou 6 gols no Campeonato Mineiro daquele ano.
Em 1982, voltou ao Joinville, onde novamente foi Campeonato Catarinense, antes de chegar ao Palmeiras contratado por 30 milhões de cruzeiros e se transformar num dos maiores jogadores da equipe nos anos de 1980.
Estreou contra o Mixto-MT, na vitória por 3x0 em 23 de fevereiro de 1983. Alcançou um recorde que perdura até o ano de 2022: junto ao zagueiro Marcio, no seu último ano na equipe palmeirense, ficaram 1.148 minutos sem serem vazados.
No Alviverde, formou dupla com Luís Pereira, disputou 261 jogos, marcou 22 gols e foi vice-campeão do Campeonato Paulista de 1986. Ficou no clube até agosto de 1987.
Em 1987, foi comprado pelo Botafogo por 2,5 milhões de cruzados, onde atuou com a mesma regularidade que lhe era comum, mas sem nenhum diferencial para oferecer, acabou não se firmando no clube de General Severiano.
Foi vendido ao Guarani em março de 1988 por 2 milhões de cruzados, onde foi vice-campeão paulista em 1988.
Durante o segundo semestre de 1988 e todo o ano de 1989, Vágner Bacharel passou por Fluminense e Vila Nova.
Foi para o Paraná Clube, onde chegou em dezembro de 1989 e fez parte do primeiro elenco do clube, além de ser o capitão.

## Títulos
Joinville
- Campeonato Catarinense: 1978, 1979, 1980, 1982

## Morte
Na tarde de 14 de abril de 1990, no jogo entre Paraná Clube e Sport Club Campo Mourão pelo Campeonato Estadual, Bacharel dividiu uma bola aérea com Charuto, zagueiro adversário, ocorrendo um choque de cabeças. Imediatamente, o jogador do Paraná clube foi atendido e como reclamou de dores, foi removido para um hospital da capital paranaense. Dois dias depois, recebeu alta médica, porém, retornou ao mesmo hospital horas depois de sua saída. Após uma tomográfico, foi constatada uma fratura no crânio. Com a piora de sua saúde, foi transferido para outro hospital no dia 19. 
Vágner Bacharel morreu aos 35 anos, em 20 de abril de 1990, no hospital Evangélico de Curitiba, seis dias depois do choque de cabeça com o lateral Charuto. O óbito foi causado por edema cerebral, resultante da fratura.
Vágner Bacharel fez parte do primeiro grupo de jogadores do Paraná Clube.